# 陈剑
陈剑，清华大学教授，研究领域为企业运营管理与供应链协调优化、新兴商务模式分析与优化等，任中华人民共和国教育部2007年度“长江学者”特聘教授。

## 生平
曾在清华大学获得学士、硕士和博士学位，后在清华大学任教。